# 臺南市交通
臺南市為雲嘉南地區人口最多之城市， 與周邊的衛星城市構成臺南都會區，臺南核心市區及原縣部分交通流量十分龐大，再加上該市汽車擁有率高居全國前五名（2020年汽機車登記總數202萬輛），因此每逢尖峰時段或假日，經常會有大量人潮、車潮於市區內或城際之間流動，導致市區內許多重要幹道經常出現交通阻塞的情形。近年得利於交通系統的改善，機動車輛密度為六都中最低
（每平方公里有897輛）。

## 公路
臺南市道路總長度4480公里，公路總長度2043公里，排名全國第一。道路總面積6288萬平方公尺，排名全國第二。

### 環狀道路系統
- 臺南支線（高快速公路）
- 中華路（市區道路與省道）
  - 中華環線（公車路線名）
- 新營生活圈聯外道路
- 新化外環道
- 下營外環道
- 佳里外環道
- 台86線上崙交流道聯外道路

### 國道

#### 交流道
| （國道一號）設於臺南市境內的交流道有： - 新營交流道 - 下營系統交流道（與台84線交會） - 麻豆交流道 - 安定交流道 - 台南系統交流道 - 大洲系統交流道 - 永康交流道 - 大灣交流道 - 仁德交流道 - 仁德系統交流道（與台86線交會） （國道三號）設於臺南市境內的交流道有： - 白河交流道 - 柳營交流道 - 烏山頭交流道 - 官田系統交流道（與台84線交會） - 善化交流道 - 新化系統交流道（與交會） - 關廟交流道 （連絡道連結台86線） - 關廟系統交流道 | （國道八號）設於臺南市境內的交流道有： - 臺南端 - 新吉交流道 - 台南系統交流道（與交會） - 新市交流道（連絡道連結新港社大道,臺南都會區北外環道路） - 新化系統交流道（與交會） - 新化端 |

#### 服務區及休息站
（國道一號）
- 新營服務區
- 仁德服務區

（國道三號）
- 東山服務區
- 新化休息站
- 關廟服務區

#### 便道
- 新營服務區（連通後壁區的便道）
- 東山服務區（連通東山區的便道）
- 關廟服務區（連通關廟區的便道）

### 省道快速公路

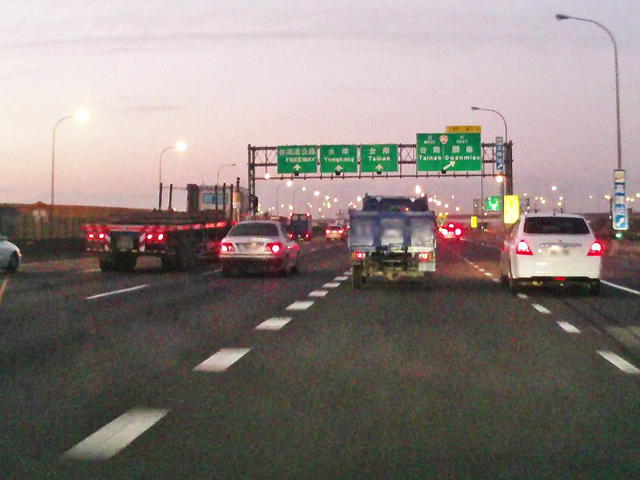
國道一號仁德系統交流道，可連接台86線

- 台61線（西濱快速道路）：北起新北市八里區，南至臺南市七股區，通車長度252.0公里，以北門交流道與台84線交會，未來將興建曾文溪大橋與安南區台江大道相接。
- 台84線（北門玉井線）：西起臺南市北門區，東至臺南市玉井區，通車長度41.8公里。
- 台86線（臺南關廟線）：西起臺南市南區，東至臺南市關廟區，通車長度20.0公里。途經安平港、臺南機場、高鐵臺南站等重要設施，終點接台19甲線以及國道三號。

### 省道
- 台1線：縱貫公路
- 台3線：內山公路
- 台17線：西部濱海公路
  - 台17甲線：臺南支線聯絡道
  - 台17乙線：台江大道
- 台19線：中央公路
  - 台19甲線
- 台20線：南橫公路
  - 台20乙線
- 台39線：智慧科學大道、歸仁大道

### 市道
| - 市道165號 - 市道171號 - 市道171甲線 - 市道171乙線 - 市道172號 - 市道172甲線 - 市道172乙線 - 市道173號 - 市道173甲線 | - 市道174號 - 市道175號 - 市道176號 - 市道177號 - 市道177甲線 - 市道178號 - 市道178甲線 - 市道180號 - 市道180甲線 - 市道182號 |

### 市區交通

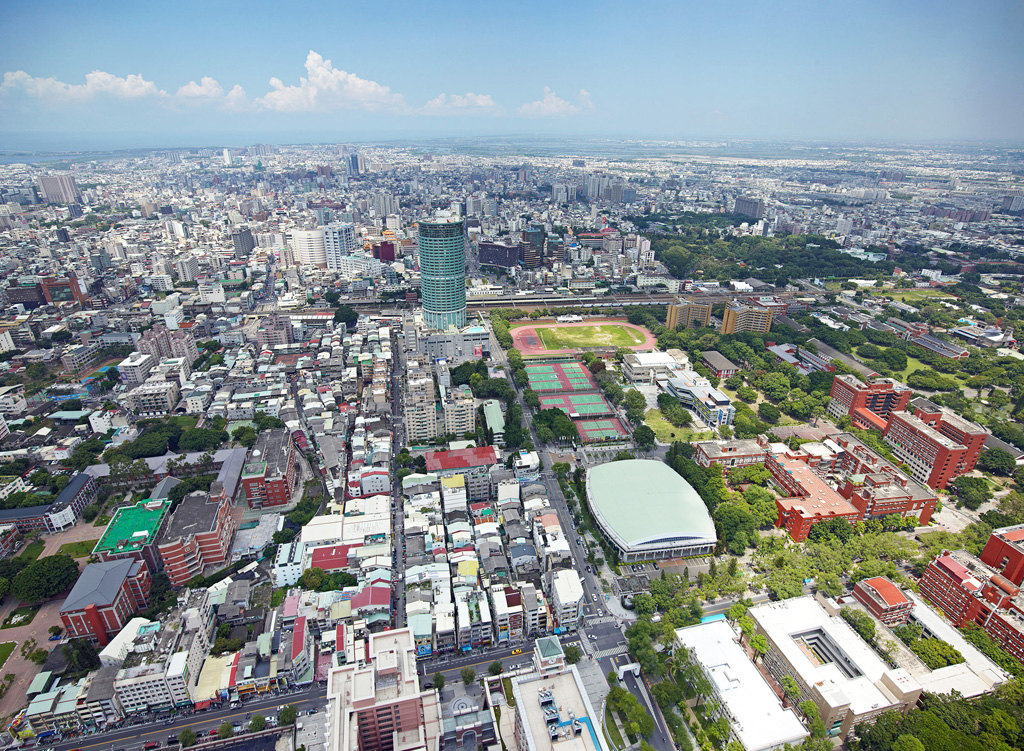
臺南市區

臺南除了其他編號公路以外，在市區境內也有市區主要道路。

#### 國際姊妹市道路
台南大路 - 光州路

#### 都會區快速道路
- 臺南都會區北外環道路：是「臺南生活圈道路系統建設計畫」興建的快速道路，亦稱「鹽水溪環河快速道路」。目前分為四期興建，第一期已於2015年2月17日完工通車，第三期東段及西段分別於2018年3月17日及同年9月30日動工。

#### 生活圈道路
內政部國土管理署補助臺南市政府，為建立各生活圈的運輸路網，協助發揮生活圈的各項機能並依據各生活圈間不同之特性及差異，個別研擬訂定合適之計畫目標，以構建符合各生活圈發展需求之道路系統，提升區域運輸品質。藉由瓶頸路段的改善、高快路網的延伸、交流道聯絡道系統的銜接縮短行車時間及距離。
部份計劃道路已升格為快速道路，或是國道延伸的先期路線。
- 台江大道：國道八號銜接西濱公路工程，部分編為台17乙線。全段均為中央分隔雙向共四車道，寬80米，汽機車分道行駛，有預留興建高架橋路廊，未來六段終點將接上台61線曾文溪橋。
- 臺南新營區南外環道路：起點中山高新營交流道與市道172號交會點，往南銜接跨越急水溪之雙營橋，再連接柳營外環道與台1線，過境車流無須經過新營市區。
- 臺南都會區北外環道路：鹽水溪環河快速道路，目前尚未全線通車。
- 臺南生活圈快速道路：原始計畫國1連接國3聯絡道，即今台86線。
- 臺南都會公園特定區一號道路：連接仁德文賢3-1道路與虎山橋。
- 南科西向聯絡道：分有北段與南段，北段連接市道178號與南133線，南段連接南134線與國道八號側車道。
- 湖內太爺－歸仁六甲段聯絡道路：西起高雄湖內之省道台1線往東跨越二仁溪、南160區道、臺鐵縱貫線及中山高銜接南149區道，銜接南160區道處設置上下匝道。後續路線由台1線省道往西延伸至西濱公路。
- 臺南仁德特27號道路東段，西起文華路向東跨越三爺宮溪，與後壁厝排水共線後，東行穿越中山高至德洋路口止，銜接已開闢之特27號北段道路，總長1,930公尺。[2]

#### 聯外道路
- 沙崙綠能科學城聯外道路

工程包括「高鐵臺南沙崙站銜接南154線連絡道工程」、「歸仁十三路延伸至關廟道路工程」，以及「台86線大潭交流道匝道（往高鐵）拓寬工程和高發二路道路開闢工程」。
三條聯外道路中，銜接歸仁凱旋路（南154線）連絡道是南北走向，從高鐵沙崙站特定區銜接台86線至歸仁市區，路寬12公尺、全長約2.3公里其間並新建2座橋梁（跨越二甲溪），沿線為土堤半封閉式道路，甚少平交路口。
另外歸仁十三路延伸至關廟道路由高鐵沙崙站特定區向東北轉銜接關廟區南雄路（台19甲線），路寬25公尺、全長約3.2公里，為台39線聯絡台19甲線之東西向道路，僅4處平交路口。兩項道路工程已於2021年元月完工通車。

#### 直達道路
非雙向分隔車道之一般道路，雖非快速道路的標準，也不受公路規範，但具有縮短兩地通行時間之捷徑作用，可稱為直達道路。
- 大洲排水線道路：於嘉南大圳兩側構築封閉式道路，連結府安堤頂道路，方便南科用路人快速通往臺南市區。

- 曾文溪北岸堤防道路：起點台84線西庄交流道，經麻豆堤防堤頂道路（可聯絡台19甲線）→中山高橋下道路截彎取直→西港堤防道路（區道南40線，可聯絡台19線）→七股堤防道路至市道173號（可聯絡台17線），全線20公里無紅綠燈管制。
- 急水溪南岸堤防道路：原台84線共用路廊，後來計劃台84線南移，橋下道路僅供小客車與機慢車使用，而防汛道路拓寬可供砂石車行駛，作為台84線替代道路，起點區道南67線→區道南7線→台19線（立體交叉，可聯絡台84線）→區道南1線→台17線（可聯絡台61線側車道），全線13公里無紅綠燈管制。
- 東原道路：臺南市東山區東原地區重要聯外道路，起點市道175號→乘載區道南104線→東原地區→乘載區道南99線→市道165號，全線16公里無紅綠燈管制。
- 安清路：線形筆直東西向道路，起點台17線往西連接城南，城西，道路兩側有剛性護欄，無紅綠燈管制，長度6公里。
- 溪埔中路：線形筆直南北向道路，起點台19甲線往南連接區道南122線，南128-1線，可前往善化區胡厝里彩繪村跟南科以及安定區，無需繞行善化市區，長度2.9公里。
  - 後續計畫：拓寬並連接烏橋中路，以及麻豆區謝厝寮里跨曾文溪接烏橋中路的新建橋梁（經費30億元）。

#### 大道
路寬大於40公尺之市區道路，市政府編為一等道路，近10餘年來，則改稱為大道，分有車輛快速通行導向的「Boulevard」，以及帶有側車道和人行道，路寬更寬的林蔭大道「Avenue」。此外，另有紀念歷史人物或變更土地用途，不涉及公路標準改名的道路。
| - 公園道（日治時期計劃，共6路線） - 一等一號道路（簡稱一等大道，今小東路） - 德元埤大道 - 新港社大道 - 西拉雅大道 - 目加溜灣大道（主線為區道南137-1線） - 直加弄大道 - 大目降大道 - 腳腿仔大道 - 樹谷大道 - 陽光大道（南科陽光電城主幹道） - 善新大道（聯絡善化區至新市區南北向道路，僅開闢1/4路段） - 善福大道 - 善美大道 | - 鹿耳門大道 - 四草大道 - 臺江大道 - 高鐵大道 - 歸仁大道（台39線至歸仁至高鐵橋下段道路） - 智慧科學大道（台39線新化至歸仁段道路） - 智慧綠能大道（台86線歸仁橋下段道路） - 科技公園大道 - 永科王田大道 - 七股科工大道 | - 安順大道（新吉工業區主幹道） - 九份子大道（九份子重劃區主幹道，原名公道一） - 草湖寮大道（草湖寮重劃區主幹道） - 興福大道（商60重劃區道路） - 康橋大道（永康創意園區暨東橋重劃區主幹道，僅開闢1/4路段） - 湯山大道（關廟砲校聯外道路） - 南榕大道（以資紀念鄭南榕） - 湯德章大道（以資紀念湯德章） |

#### 號誌連鎖
臺南市自2013年開始，針對主要幹道重要路口推行燈號長綠，是透過號誌控制採遞亮式管控，使號誌維持連鎖管控，並達到續進效果，民眾行車動線可以更順暢，節省停等紅燈耗費的時間，也減少二氧化碳排放量。
目前包括東區小東路、中西區大同路、安南區安吉路（台17甲線國八連絡道）、南區永成路（台86線連絡道）、永康區復興路等路段，都已經完成改善，預計再完成歸仁區台39線（中山路至台86線）、善化區進學路段（裕民街至胡家里）、新營區民治路段（進修街至大同路）、柳營區柳營路段（柳營祿園至義士路）等四條路段。目前臺南市核心市區多已完成，將繼續原縣部分主要路段的改善。
鐵路平交道之路口，火車來臨前警鈴響起，與鐵路平行之市區道路會自動啟用號誌連鎖，避免平交道鄰近交通回堵，其管制範圍為路口前後200公尺之內。

#### 公車號誌優先系統
全國首套運用在非公車專用道上的公車優先號誌系統，歷經3年建置，於2017年底完成大臺南公車6大幹線公車優先號誌系統，共計長達150公里、447個路口，經實際運作每班車可縮短4~5分鐘。
「公車優先號誌系統」可讓公車抵達路口前，提前改變路口號誌燈號，讓幹線公車得以順利通過，減少公車停等紅燈次數及行駛時間，各幹線公車優先號誌系統建置後，經統計平均路口停等紅燈次數皆可減少20%以上，公車行駛時間縮短10%以上，整體續進效果更達到80%以上，讓幹線公車可更快速到達目的地，提升民眾搭乘公車的意願。

### 遠期計劃
- （國道七號）：是交通部高速公路局所規劃中的高速公路，預計工程為第二期，有二條支線，西線將連結台86線，東線延伸至臺南市關廟區（國道三號）。

## 大眾運輸

### 鐵路

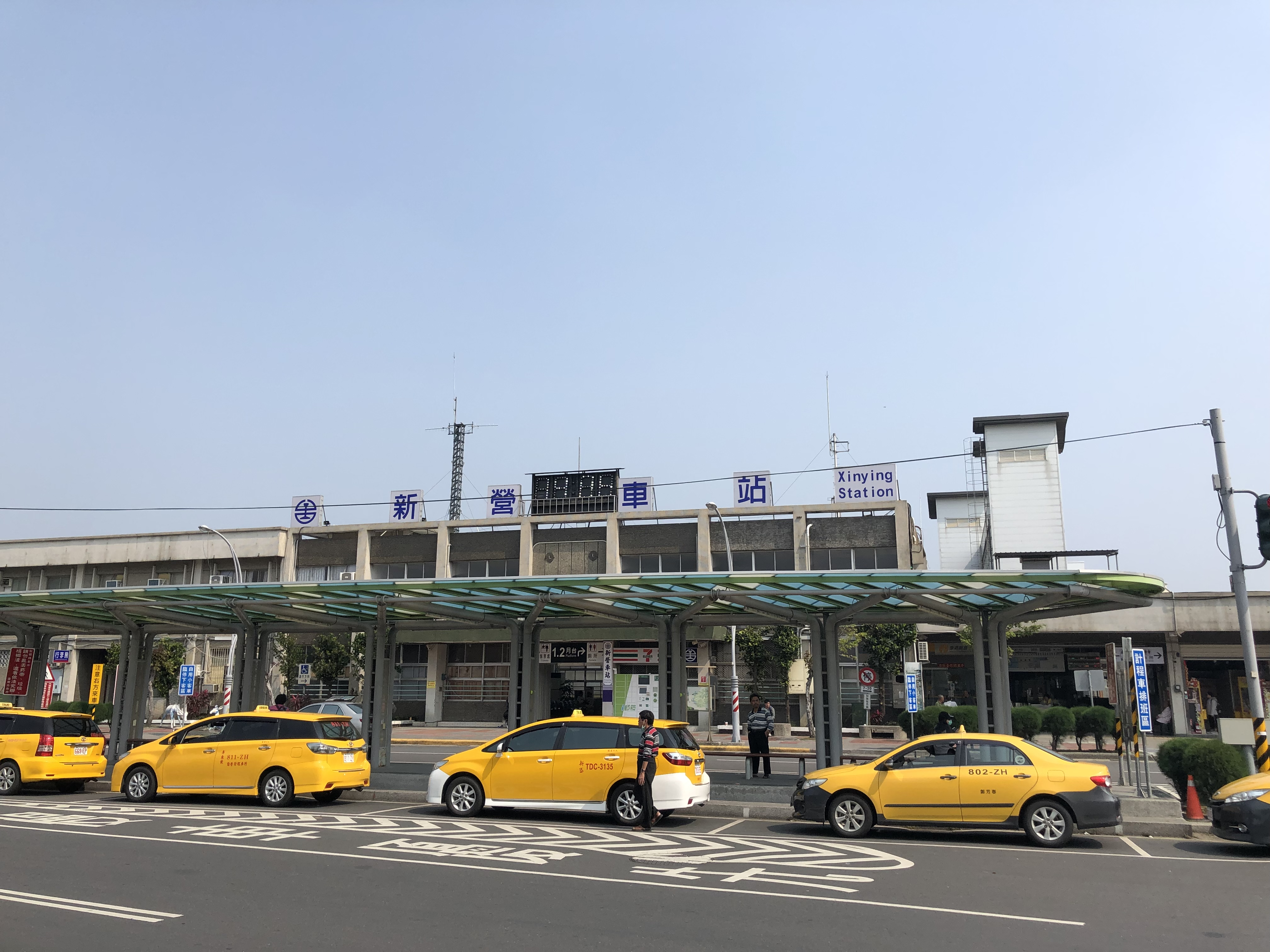
位於新營區的新營車站

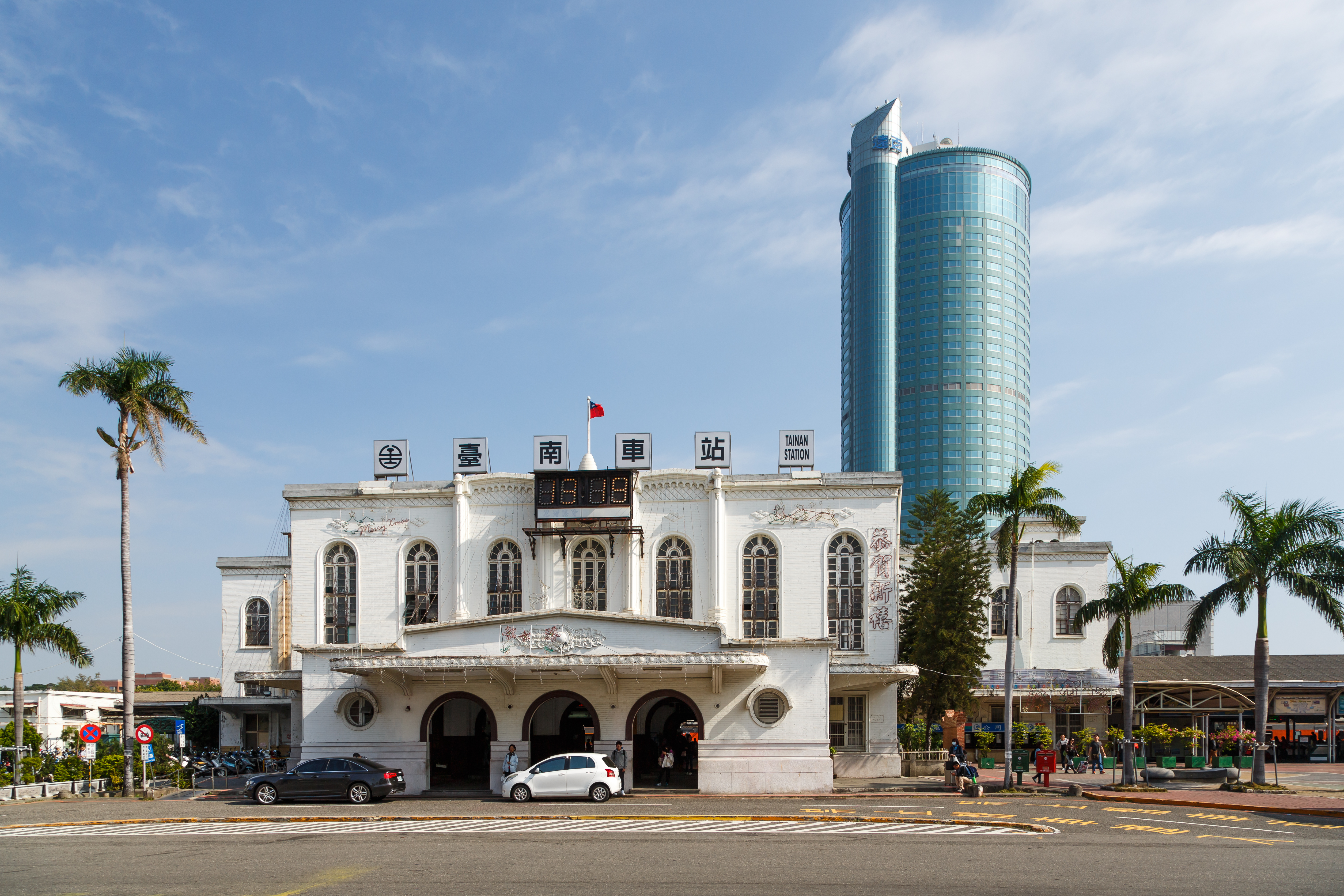
位於東區的臺南車站

- 臺鐵縱貫線
  - 後壁車站
  - 新營車站（一等站）
  - 柳營車站
  - 林鳳營車站
  - 隆田車站
  - 拔林車站
  - 善化車站
  - 南科車站
  - 新市車站
  - 永康工業區車站（規劃中）
  - 永康車站
  - 康橋車站（規劃中）
  - 大橋車站
  - 臺南車站（一等站）
  - 林森車站（興建中）
  - 南臺南車站（興建中）
  - 保安車站
  - 仁德車站
  - 中洲車站

新營、臺南自強號皆有停靠，善化、永康有部分自強號停靠，臺南另有普悠瑪號停靠。
- 臺鐵沙崙線
  - 長榮大學車站
  - 沙崙車站

- 臺南鐵路立體化
  - 市區路段地下化工程興建中，詳見臺南市區鐵路地下化計畫。
  - 鐵路立體化永康延伸至善化地區

### 高鐵

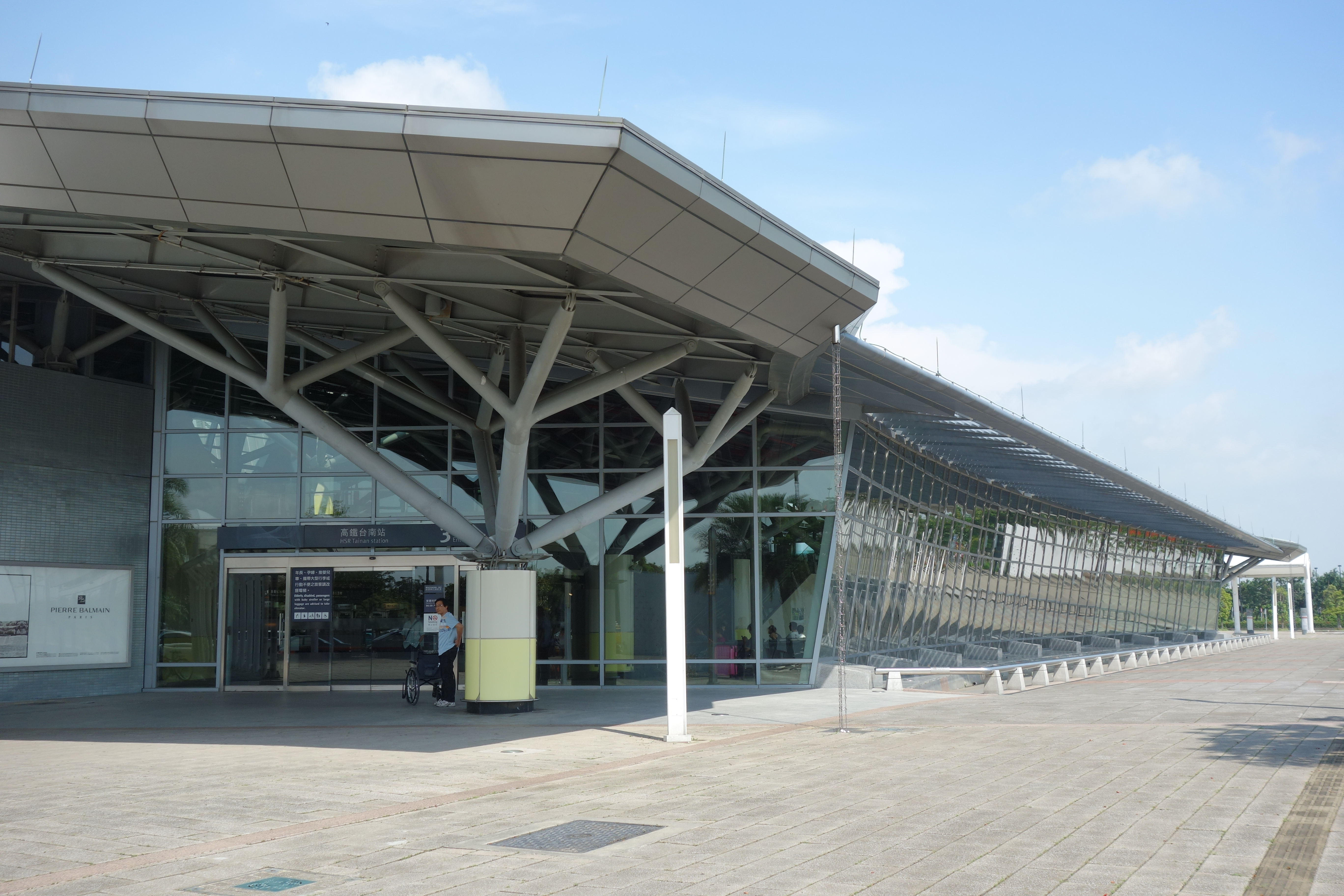
位於歸仁區的高鐵站

- 高鐵臺南站

### 糖業鐵路
雖然臺灣糖業鐵路大部分已經停止運作，且拆除改造為自行車道，但近年來糖業鐵路不斷嘗試轉型，向觀光化發展。首開先例的是位於後壁區、原隸屬於新營糖廠的烏樹林車站重新修復並作為觀光列車開始營運，並獲得初步成功。
- 新港東線（後壁區）
- 八翁線（新營區、柳營區）

目前八翁線最長，跨越急水溪、全長5.46公里。

### 大眾捷運
- 臺南捷運目前正在規劃當中，採高架跨坐式單軌之捷運系統。會在道路中間的安全島上興建立柱、軌道系統及車站，目前正進行細部規劃，預計2026年底動土興建[4][5]。

#### 優先路網
- 臺南捷運藍線（中華環狀線）
- 臺南捷運黃線（大同善化線）
- 臺南捷運綠線（府城橫貫線）
- 臺南捷運紅線（府城縱貫線）
- 臺南捷運深綠線（高鐵新市線）

#### 將啟動評估
- 捷運藍線二期（中華環狀線）

| 路線\進度                          | 可行性研究 | 可行性研究     | 可行性研究     | 可行性研究     | 綜合規劃 | 綜合規劃 | 綜合規劃       | 綜合規劃       | 綜合規劃       | 綜合規劃       | 招標  | 招標  | 備註 \| █ 已完成或核定 █ 進行中 █ 預定啟動 \| |
| 路線\進度                          | 啟 動      | 交 通 部 核 定 | 國 發 會 核 定 | 行 政 院 核 定 | 啟 動    | 環 評    | 環 保 署 核 定 | 交 通 部 核 定 | 國 發 會 核 定 | 行 政 院 核 定 | 公 示 | 決 標 | 備註 \| █ 已完成或核定 █ 進行中 █ 預定啟動 \| |
| ---------------------------------- | ---------- | -------------- | -------------- | -------------- | -------- | -------- | -------------- | -------------- | -------------- | -------------- | ----- | ----- | --------------------------------------------- |
| 藍線(不包括北段延伸線)             |            |                |                |                |          |          |                |                |                |                |       |       | 現階段正在辦理綜合規劃中程報告階段            |
| 藍線關廟延伸線                     |            |                |                |                |          |          |                |                |                |                |       |       | 綜合規劃啟動                                  |
| 綠線(不包括延伸線)                 |            |                |                |                |          |          |                |                |                |                |       |       | 目前正在進行部分爭議路段選址。                |
| 紅線(不包括延伸線)                 |            |                |                |                |          |          |                |                |                |                |       |       | 可行性報告研究中                              |
| 黃線                               |            |                |                |                |          |          |                |                |                |                |       |       | 可行性研究啟動                                |
| 深綠線                             |            |                |                |                |          |          |                |                |                |                |       |       | 可行性研究啟動                                |
| 橘線                               |            |                |                |                |          |          |                |                |                |                |       |       | 規劃中                                        |
| 紫線                               |            |                |                |                |          |          |                |                |                |                |       |       | 規劃中                                        |
| 棕線                               |            |                |                |                |          |          |                |                |                |                |       |       | 規劃中                                        |
| █ 已完成或核定 █ 進行中 █ 預定啟動 |            |                |                |                |          |          |                |                |                |                |       |       |                                               |

### 公車
大台南公車

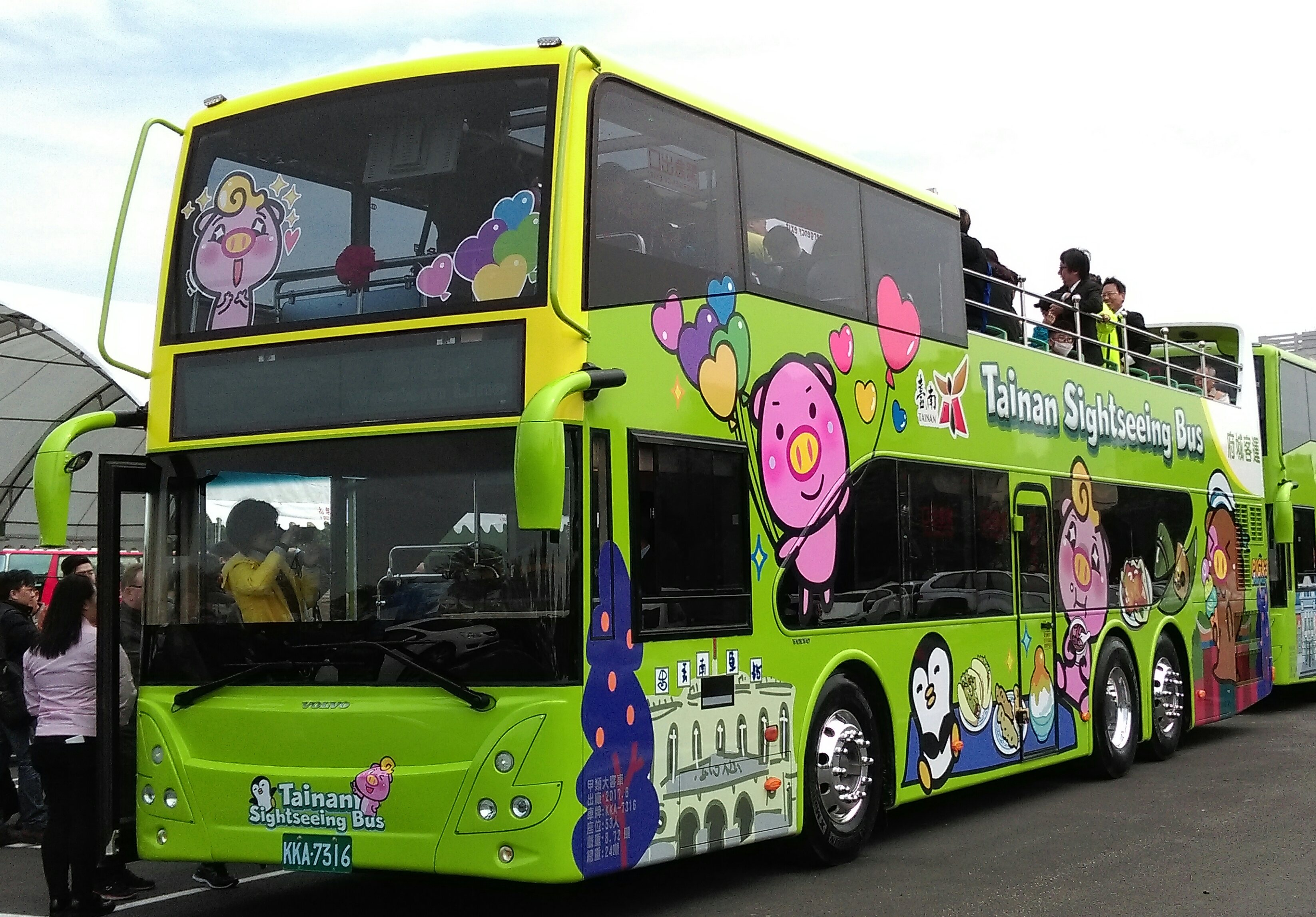
負責市內觀光景點的觀光公車
圖中為雙層巴士 KKA-7316

- 府城客運（高雄客運子公司，營運項目為原臺南市區公車、觀光公車98路及雙層巴士）
- 興南客運（營運路線擴及全市及部分鄰近鄉鎮）
- 新營客運（營運路線擴及溪北地區及嘉義縣等地）
- 漢程客運（高雄市亦有營業據點）
- 統聯客運（專營國道客運及多縣市市區公車路線）
- 巨業交通（臺中市亦有營業據點）
  - 小黃公車業者：台一大車隊、皇冠交通
  - 大台南公車詳細路線請至大台南公車路線列表查詢

公車捷運系統
- 綠幹線
- 藍幹線
- 棕幹線
- 橘幹線
- 黃幹線
- 紅幹線

捷運先導公車

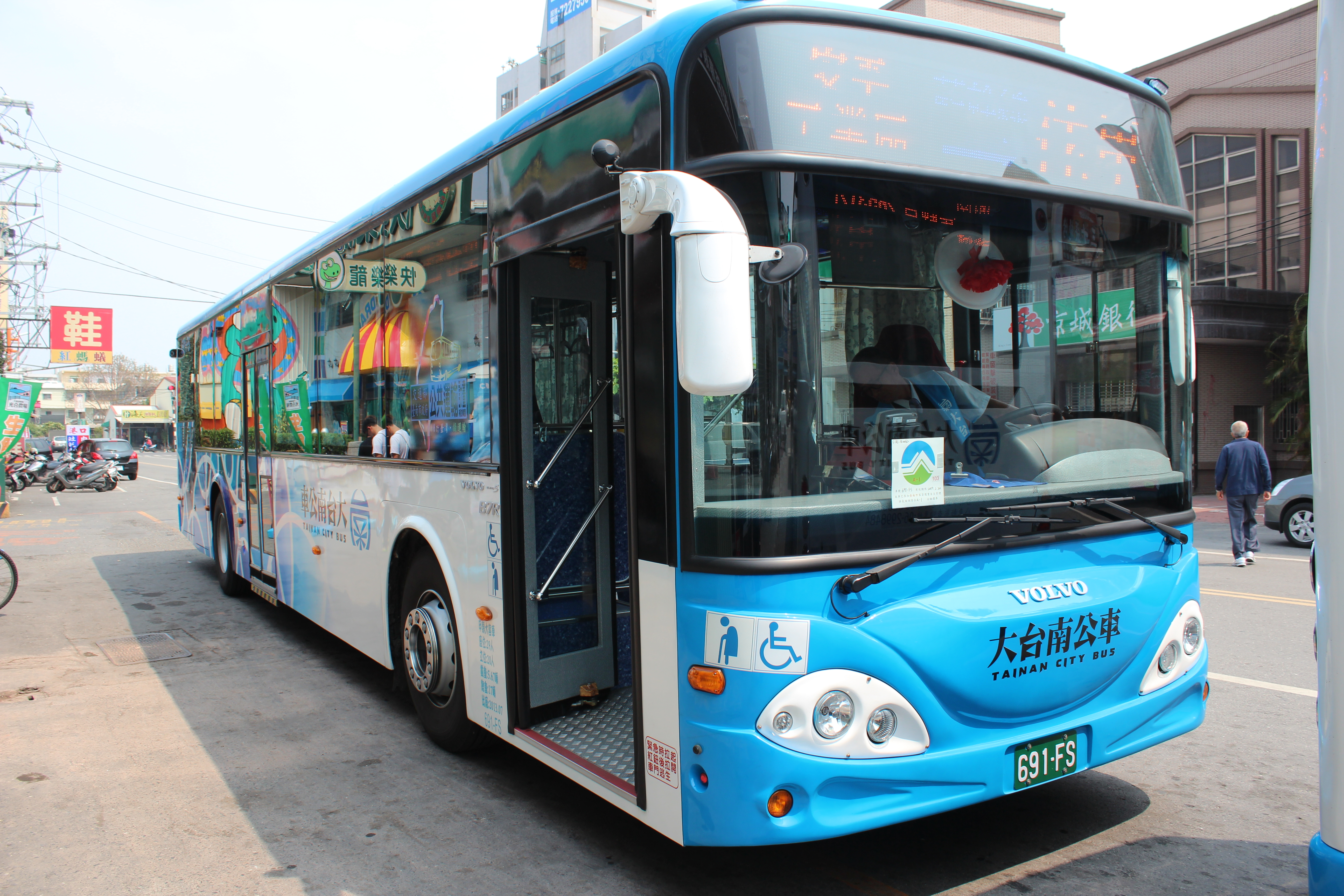
負責市內中長程運輸的幹線公車
圖中為藍幹線 691-FS

- 中華環線：2019年3月5日闢駛，分為70左（逆時針）、70右（順時針），行經多所高中職及大學，亦行經成大醫院、奇美醫院及香格里拉飯店（台南後火車站），可先為台南捷運藍線培養運量。

其他非台南公車之客運
- 一般公路客運、國道客運、高雄市公車、嘉義縣市區公車
- 請至行經台南市境內但非大台南公車路線查詢

### 轉運站
| 公辦轉運站 - 臺南轉運站 - 平實轉運站（興建中） - 新營轉運站 - 仁德轉運站（規劃中） - 和順轉運站 - 永康轉運站（興建中，臨時站於2023年3月24日啟用） - 麻豆轉運站 - 關廟轉運站 - 善化轉運站 - 保安轉運站 | 客運業者 - 興南客運新化站 - 興南客運玉井站 - 興南客運佳里站 - 新營客運新營站 - 新營客運白河站 |

## 停車場
臺南市府城舊城區內，因假日常湧入大批觀光客，導致停車格數量難以負荷，加上臺南部分市民常因貪圖方便，將車輛停放於車道、紅黃線及公車停靠區上，影響其他車輛行駛或是公車停靠載客困難。臺南市政府為解決停車問題及亂象，除要求民間業者及警察取締違規車輛外，也積極開闢大量停車場供民眾停放。臺南市汽車停車一小時為20元，部分路邊停車格為累加收費，第一小時收費20元，第二個小時起每小時收費30元。機車停車一次為20元。
政府公有停車場資訊
- 海安路地下停車場
- 大學路綠能停車場
- 安億路路外停車場
- 榮譽街停車場
- 平實公園地下停車場
- 文化中心森活停車場（限機車）
- 民生路臨時停車場
- 崇善路龍山停車場
- 東光路地下停車場
- 中興新城停車場
- 立德臨時停車場
- 萬年三街停車場
- 東橋五路停車場
- 南瀛綠都心公園地下停車場
- 新營停六停車場
- 友愛街停車場（限機車）
- 西門健康停22立體停車場
- 水萍塭公園地下停車場
- 正生公園地下停車場
- 青年路立體停車場
- 臺南文化中心立體停車場

## 航空

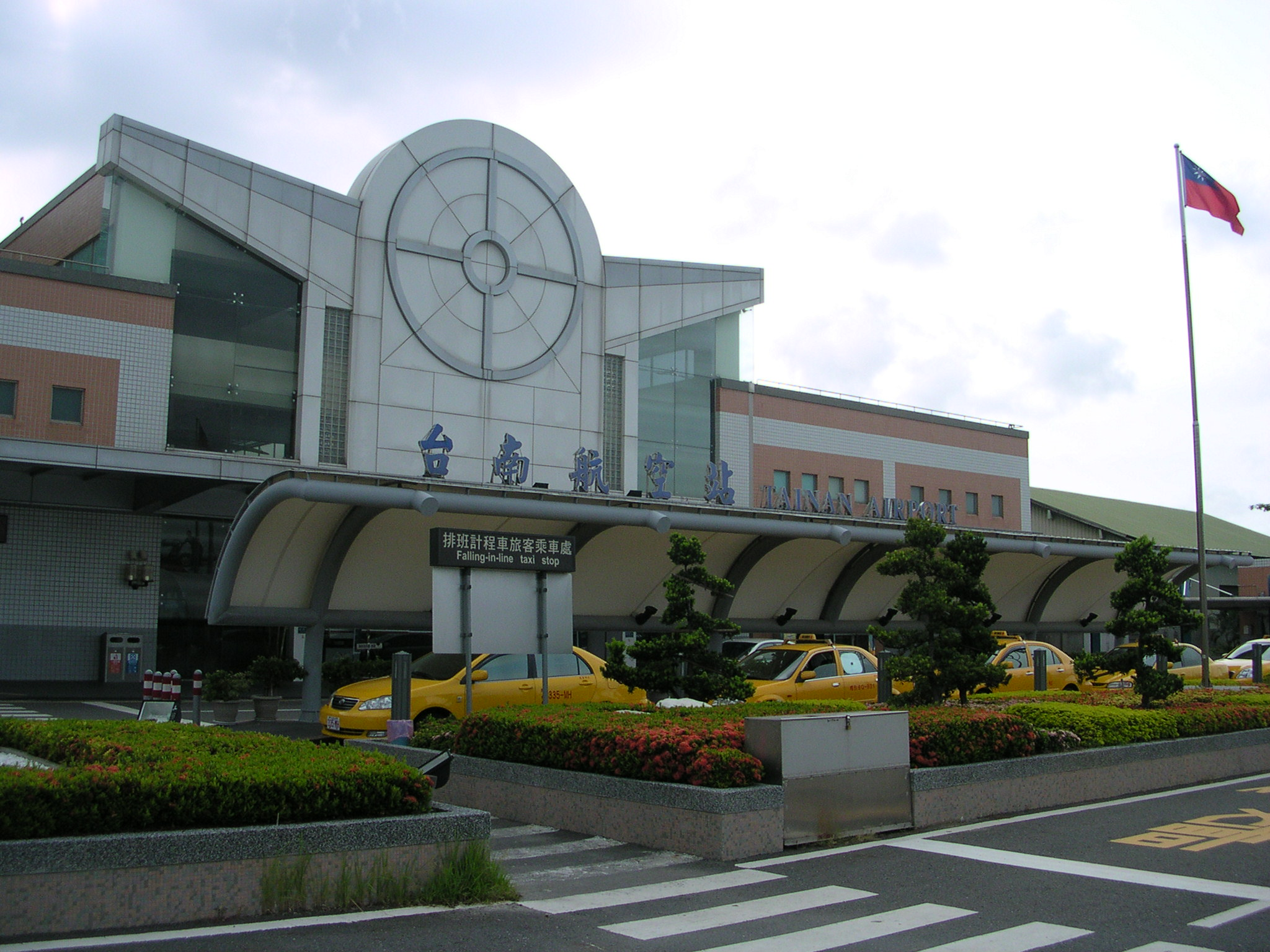
位於南區的臺南機場

臺南機場為軍民合用機場，也是雲嘉南地區第一座聯外機場。目前定期航班飛往澎湖、金門、大阪、香港、胡志明市。
根據交通部民用航空局與國際民航組織給予代號為RCNN，IATA機場代碼為TNN。
旅客人數
| 年別 | 航機起降數（架次） | 旅客數（人次） | 國內線旅客數（人次） | 國際線旅客數（人次） | 旅客數年增減率（%） | 貨運量(公噸) | 貨運量年增減率（%） |
| ---- | ------------------ | -------------- | -------------------- | -------------------- | ------------------- | ------------ | ------------------- |
| 1955 | 2,788              | 58,583         | 58,583               |                      |                     | 348          |                     |
| 1971 | 1,050              | 54,297         | 54,297               |                      |                     | 412          |                     |
| 1976 | 3,968              | 254,002        | 254,002              |                      |                     | 1,469.8      |                     |
| 1981 | 2,553              | 235,733        | 235,733              |                      |                     | 825.8        |                     |
| 1986 | 2,889              | 259,988        | 259,988              |                      |                     | 841.2        |                     |
| 1991 | 12,642             | 644,078        | 644,078              |                      |                     | 1,900.3      |                     |
| 1996 | 26,047             | 2,356,349      | 2,356,349            |                      |                     | 670.2        |                     |
| 1997 | 26,790             | 2,496,419      | 2,496,419            |                      | 5.94%               | 730.4        | 2.85%               |
| 1998 | 25,781             | 2,330,984      | 2,330,984            |                      | -6.63%              | 1145.2       | -3.77%              |
| 1999 | 26,332             | 2,256,592      | 2,256,592            |                      | -3.19%              | 992          | 2.14%               |
| 2000 | 25,264             | 1,852,867      | 1,852,867            |                      | -17.89%             | 1,198        | 20.77%              |
| 2001 | 22,274             | 1,645,760      | 1,645,760            |                      | -11.18%             | 1,198.0      | 0%                  |
| 2002 | 20,822             | 1,476,983      | 1,476,983            |                      | -10.26%             | 1,206.9      | 0.74%               |
| 2003 | 15,932             | 1307,416       | 1307,416             |                      | -11.48%             | 1,320        | 9.37%               |
| 2004 | 15,508             | 1419,174       | 1419,174             |                      | 8.55%               | 1,784.4      | 35.18%              |
| 2005 | 14,870             | 1334,042       | 1334,042             |                      | -6%                 | 1,776.5      | -0.44%              |
| 2006 | 14,114             | 1230,683       | 1230,683             |                      | -7.75%              | 1,939.1      | 9.15%               |
| 2007 | 12,220             | 686,963        | 686,963              |                      | -44.18%             | 1,643.5      | -15.24%             |
| 2008 | 6,682              | 285,504        | 285,504              |                      | 58.44%              | 832.37       | -49.35%             |
| 2009 | 4,453              | 196,460        | 196,460              |                      | -31.19%             | 647.865      | -22.17%             |
| 2010 | 3,960              | 213,315        | 213,315              |                      | 8.58%               | 733.083      | 13.15%              |
| 2011 | 4,178              | 234,727        | 1419,174             | 1,460                | 10.04%              | 569.534      | -22.13%             |
| 2012 | 4,094              | 231,035        | 230,482              | 553                  | -1.57%              | 574.5        | 0.87%               |
| 2013 | 4,746              | 248,860        | 220,022              | 28,838               | 7.72%               | 610.2        | 6.21%               |
| 2014 | 5,294              | 313,791        | 238,809              | 74,982               | 26.09%              | 645.2        | 5.74%               |
| 2015 | 5,558              | 320,182        | 243,553              | 76,629               | 2.04%               | 642.4        | -0.43%              |
| 2016 | 6,106              | 367,124        | 259,287              | 99,378               | 14.66%              | 681.8        | 6.13%               |
| 2017 | 6,364              | 446,803        | 278,242              | 168,561              | 14.66%              | 695.8        | 6.13%               |

- 資料來源：交通部民用航空局[6]、臺南航空站[7]

## 港口
- 安平港：為臺南市的港口，也是臺灣第一座港口，現在則為雲嘉南第一座國際商港，高雄國際港口輔助港。
- 安平新商港：位於臺南市的新港口。
- 將軍漁港：位於臺南市將軍區的港口。

## 公共自行車租賃系統
- YouBike2.0，全名為臺南市公共自行車租賃系統，於2022年11月由微笑單車公司得標，並於2023年2月23日起接手營運。舊系統T-Bike則由臺南市政府交通局於2014年開始籌備規劃，2016年8月8日正式營運，2023年2月28日合約到期結束營運並撤站。
  - 至2025年7月11日止共設有608處租賃站（仁德區32站、新市區14站、善化區23站、東區69站、安平區43站、南區38站、中西區45站、北區56站、永康區61站、歸仁區21站、新營區44站、安南區55站、新化區10站、麻豆區11站、官田區11站、北門區2站、關廟區7站、柳營區3站、佳里區9站、山上區4站、玉井區5站、後壁區5站、七股區2站、下營區6站、鹽水區6站、東山區3站、六甲區3站、白河區2站、學甲區2站、安定區2站、大內區2站、西港區3站、楠西區2站、左鎮區1站、將軍區2站、龍崎區2站、南化區2站）。
- TUT-Bike，是臺南應用科技大學的自行車租賃系統，於2017年1月5日正式營運，目前提供於學生及民眾在校園裡面免費使用，目前已結束營運。
- CK-Bike，是國立成功大學的自行車租賃系統，於2018年3月1日正式營運，目前僅提供於學生及教職員租借使用，目前已結束營運。